# Type 87 Chu-MAT
Il Type 87 Chu-MAT (87式対戦車誘導弾?, Hachinana shiki sensha yūdōdan) è un missile anticarro portatile giapponese.  Lo sviluppo è iniziato nel 1978, con la costruzione del prototipo nel 1982. L'entrata in servizio è avvenuta nel 1987.
Il missile ha anche  ricevuto il nome  ATM-3 e il soprannome Tank Buster  a livello informale.

## Sviluppo
Le ricerche e gli studi furono avviati nel 1978 da parte della Technical Research and Development Institute (TRDI) dell'Agenzia della Difesa, e coinvolse Kawasaki, Mitsubishi e NEC. La costruzione del prototipo iniziò nel 1982, e l'entrata in servizio ufficiale avvenne nel 1987. Era stato concepito principalmente per sostituire il missile Type 64 MAT che all'epoca era già considerato obsoleto.

## Caratteristiche
Il Type 87 Chu-MAT è un missile anticarro portatile a guida laser. Il sistema è composto da un lanciatore a forma di tubo, un illuminatore laser, e un dispositivo per la visione notturna. Il missile è privo di cablaggio perché il progetto prevede l'eliminazione del cavo di guida. Essendo il missile notevolmente leggero, può essere lanciato da spalla oppure da un treppiede fissato a terra. 

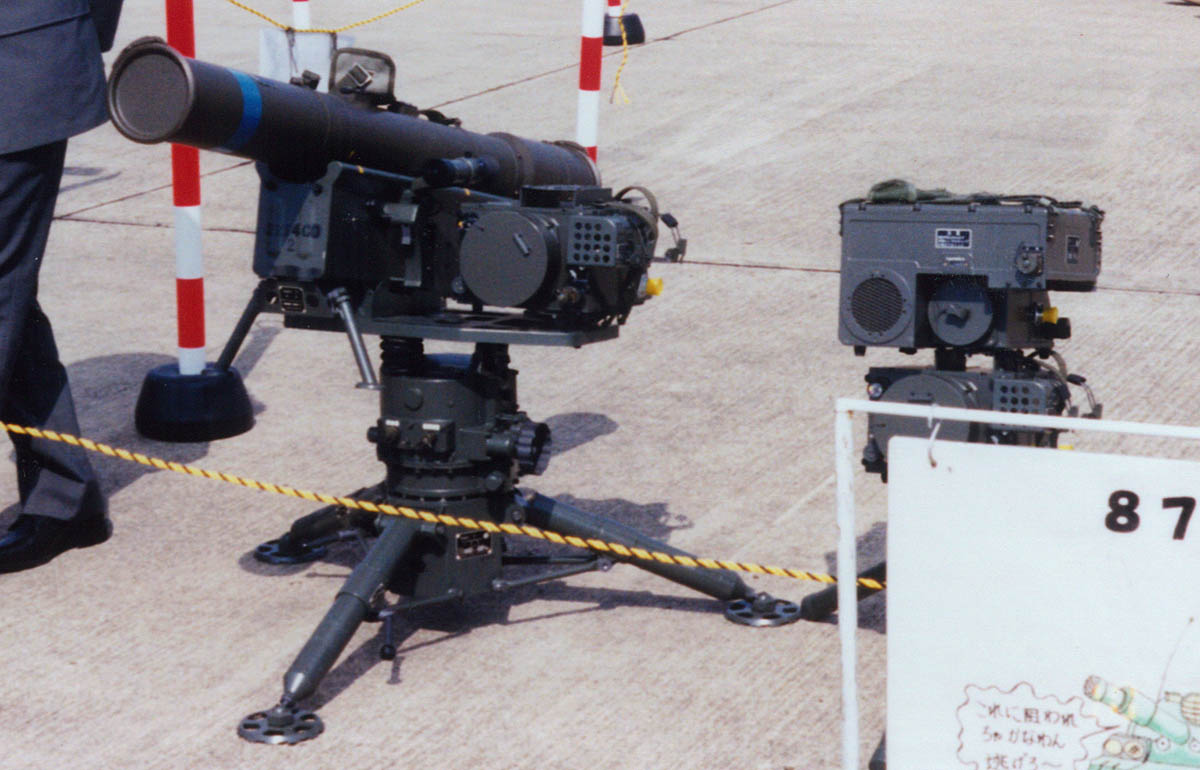
Un missile Type 87 Chu-MAT sul treppiede.

Il missile è lungo 1 metro, ha un diametro di 11 cm, e pesa soltanto 12 kg. Può raggiungere una velocità massima di 1.400 km/h e una gittata di 2 km.
Il sistema di guida è SALH (Semi-Active Laser Homing), e fornisce l'illuminazione del bersaglio con un designatore laser fabbricato da  NEC.